# Fatah

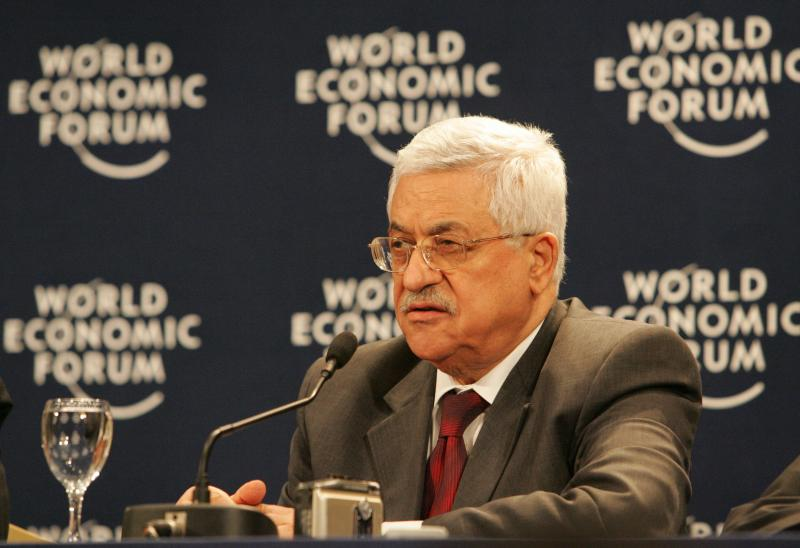
Bývalý předseda: Mahmúd Abbás (Fatah)

Fatah (arabsky: فتح, Fatah), doslova „dobytí,“ je obrácená zkratka arabského názvu Harakat al-Tahrír al-Watani al-Filastíníj (arabsky: حركة التحرير الوطني الفلسطيني, doslova „Palestinské národně osvobozenecké hnutí“). Fatah je hlavní palestinská politická strana a největší a nejdůležitější frakce Organizace pro osvobození Palestiny (OOP). V palestinské politice se nachází na středo-levé části politického spektra. Jedná se především o nacionální, sekulární socialistickou politickou stranu. Od svého založení udržuje řadu militantních skupin. Jeho hlavní vojenskou částí je al-Assifa. Na rozdíl od svého oponenta, islamistické organizace Hamás, není Fatah samotný zařazen na seznam teroristických organizací žádnou vládou světa. Současným předsedou Fatahu je Farúk Kadúmí.
V parlamentních volbách 25. ledna 2006 strana ztratila většinu v parlamentu ve prospěch Hamásu, rezignovala na všechny vládní pozice a ujala se role hlavní opoziční strany. Podržela si ale moc na Západním břehu Jordánu, což vedlo k rozkolu mezi oběma stranami.

## Etymologie
Akronym Fatah je vytvořen z oficiálního arabského názvu: HArakat al-TAhrír al-Watani al-Filastíníj, z kterého vznikne „HATAF,“ což bylo převráceno na „Fatah.“ Slovo Fatah bylo používáno pro islámské expanze v prvním století islámské historie a z toho důvodu je muslimy pozitivně vnímáno. Obrácenou zkratku používá strana proto, že Hataf znamená v arabštině náhlou smrt.

## Historie

### Založení

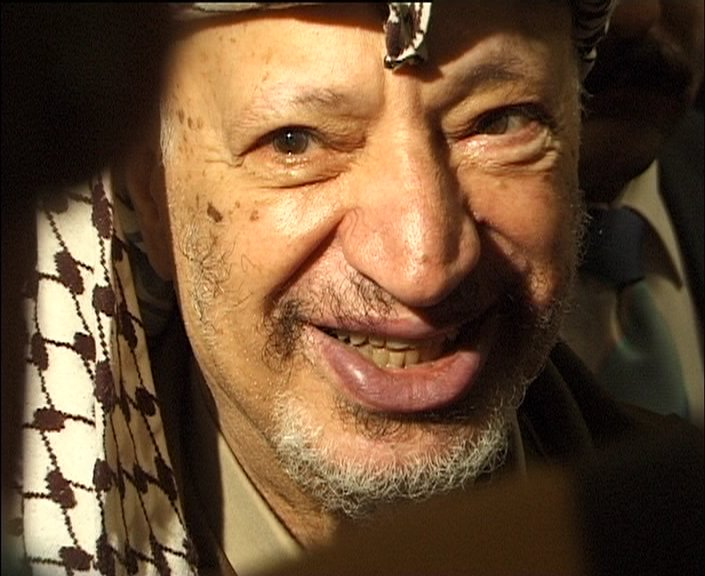
Jásir Arafat byl hlavním zakladatelem Fatahu, který jej vedl až do své smrti v roce 2004

Hnutí Fatah, jež obhajovalo palestinskou nacionální ideologii, že Palestina bude osvobozena akcí palestinských Arabů, bylo založeno v roce 1959 členy palestinské diaspory – především vzdělanými lidmi ze států kolem Perského zálivu, kteří byli dříve uprchlíky v Gaze a později odešli studovat do Káhiry nebo Bejrútu. Mezi zakladatele patří Jásir Arafat, který byl v letech 1952-56 předsedou Generální unie palestinských studentů (GUPS) na káhirské univerzitě, dále Salah Chalaf, Chalíl al-Wazir a Chaled Jašruti, který byl v letech 1958-62 předsedou GUPS v Bejrútu.
První teroristický útok provedl Fatah 3. ledna 1965, když se pokusil sabotovat izraelský Národní rozvaděč vody, na kterém byl nedávno zahájen provoz, a díky němuž bylo odebíráno značné množství vody z řeky Jordán, která po většinu svého toku tvoří hranici s Jordánskem. Útok však byl zmařen izraelskými bezpečnostními složkami a jeden z teroristů byl zajat.
Fatah se stal dominantní silou v palestinské politice po Šestidenní válce v roce 1967. Byl ranou z milosti předbaasistickému arabskému nacionalismu, což inspirovalo George Habashe z Arabského nacionalistického hnutí (bývalé dominantní palestinské politické strany). V listopadu 1959 uvedl ve vydání podzemního časopisu Fatahu – Filastinuna Nida al-Hajat, že hnutí bylo motivováno statusem palestinských uprchlíků v arabském světě:

Mládež katastrofy (šibab al-nakba) je rozptýlená… život ve stanu se stal mizerný jako smrt… zemřít pro naši milovanou vlast je lepší a čestnější než život, který nás nutí poníženě jíst chléb náš vezdejší nebo jej přijímat jako charitu za cenu naší cti… My, synové katastrofy, již nejsme ochotni žít tento špinavý, ohavný život, ten život, který zničil naši kulturní, morální a politickou existenci a zničil naši lidskou důstojnost.

Od počátku ozbrojeného boje - jak ukazuje palestinské povstání v letech 1936-1939 nebo palestinští bojovníci pod vedením Abd al-Kadira al-Husajniho - bylo ústřední ideologií Fatahu osvobození Palestiny a palestinský ozbrojený boj.
Fatah se v roce 1967 připojil k Organizací pro osvobození Palestiny (OOP). Okamžitě mu bylo přiděleno 33 ze 105 křesel ve výkonném výboru OOP. Zakladatel Fatahu, Jásir Arafat, se stal předsedou OOP v roce 1969 poté, co mu byla tato funkce podstoupena Jahjá Hamúdou. Podle BBC „pan Arafat převzal post předsedy výkonného výboru OOP v roce 1969, tedy v roce, kdy Fatah podnikl proti Izraeli na 2432 teroristických útoků.“

### Bitva o Karamé

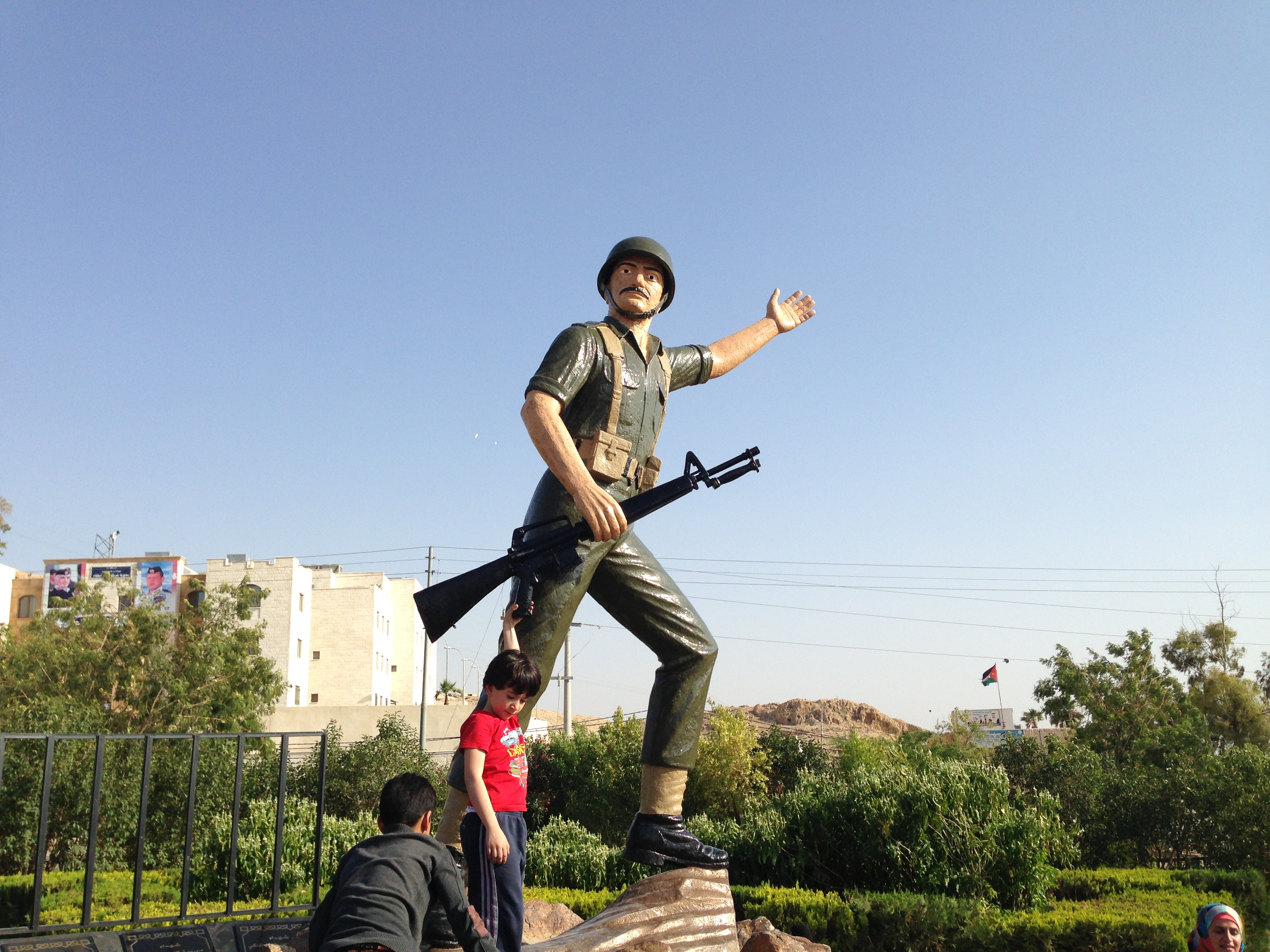
Socha u památníku bitvy o Karamé, 2013

Během roku 1968 byl Fatah a jiné palestinské ozbrojené skupiny cílem hlavních operací Izraelských obranných sil (IOS) v jordánské vesnici Karamé, kde měl Fatah velitelství, a kde se nacházel i středně velký uprchlický tábor. Název vesnice znamenal v arabštině „důstojnost,“ což mělo mezi Araby zvláštní symboliku, zejména po Šestidenní válce v roce 1967. Tato operace byla reakcí na útoky proti Izraeli, včetně raketových útoků Fatahu a jiných palestinských milic, na území Západního břehu. Informace o operaci byly známy dopředu a jordánská vláda (stejně jako množství komandos Fatahu) informovala Arafata o přípravách izraelské operace velkého rozsahu. Po vyslechnutí této informace se mnoho teroristických skupin z města stáhlo. Patřila mezi ně Georgem Habashem nově vytvořená Lidová fronta pro osvobození Palestiny (LFOP) a odštěpenecká organizace Najefa Hawatmeho – Demokratická fronta pro osvobození Palestiny (DFOP). Fatahu bylo doporučeno jordánským divizním velitelem, aby své muže a ústředí přesunul do nedalekých kopců. Nicméně na Arafatův rozkaz členové Fatahu ve městě zůstali a domluvili se s jordánskou armádou, že jim přijde na pomoc, kdyby došlo k těžkým bojům.
V noci z 21. května napadla IOS Karamé obrněnými vozidly a stíhacími letouny. Fatah se však z města, k překvapení izraelské armády, vytlačit nenechal. Když Izrael zintenzivnil útok, přišla Fatahu na pomoc jordánská armáda, načež se Izrael stáhl, aby nedošlo k plné válce mezi oběma státy. Na konci bitvy bylo 150 mrtvých bojovníků Fatahu, 20 jordánských vojáků a 28 izraelských vojáků. Navzdory vyššímu množství ztrát prohlásil Fatah, kvůli rychlému stažení izraelské armády, bitvu o Karamé propagandisticky za své vítězství.

### Černé září

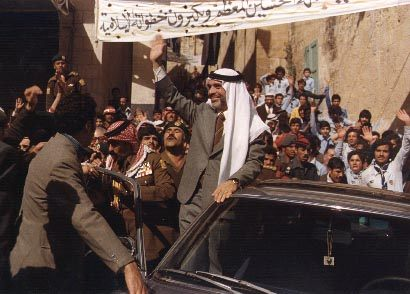
Jordánský král Husajn

Ke konci 60. let došlo ke značnému nárůstu napětí mezi palestinskými Araby a jordánskou vládou. Silně vyzbrojené teroristické skupiny vytvořily v Jordánsku „stát ve státě“ a nakonec dokonce kontrolovaly několik strategických pozic v zemi. Po svém vítězství v bitvě o Karamé začal Fatah a další palestinské milice přebírat kontrolu nad občanským životem v Jordánsku. Palestinci vybudovali zátarasy, veřejně ponižovali jordánské policejní složky, obtěžovali ženy, vybírali nelegální daně – Arafat všechno buď přecházel, nebo ignoroval.
V únoru 1970 propukly nepokoje v hlavním městě Ammánu a byl spáchán neúspěšný atentát na krále. Králi Husajnovi došla trpělivost, když LFOP nechala na jednom z jordánských letišť vyhodit do povětří tři unesená letadla. Proto 16. září 1970 vyhlásil v zemi stanné právo. Jordánská armáda zaútočila proti palestinskému velitelství a jordánské tanky ostřelovaly základny militantů. Během této odvety zahynulo na 2000 příslušníků OOP a několik tisíc palestinských civilistů.
Situace měla být uklidněna na setkání hlav arabských států v Káhiře. Nakonec byl předseda OOP a Fatahu Jásir Arafat donucen podepsat dokument o zrušení palestinských guerril v Jordánsku a složení zbraní militantních organizací. Jednotky LFOP a DFOP však tuto dohodu odmítly a společně s Fatahem vyzvaly, prostřednictvím Rádia Bagdád, ke svržení krále Husajna. Na to jordánská armáda obsadila poslední centra palestinských militantů. Většina jich pak prchla do Libanonu, zbylí se vzdali jordánské nebo izraelské armádě. Celkový počet obětí tohoto konfliktu se odhaduje na 5–10 tisíc.
V 60. a 70. letech poskytoval Fatah školení pro širokou skupinu evropských, blízkovýchodních, asijských a afrických militantních, teroristických a povstaleckých skupin a provedl řadu útoků proti izraelským cílům v západní Evropě a na Blízkém východě. K Fatahu se připojila řada skupin, která prováděla únosy civilních letadel a další teroristické útoky. Patří mezi ně například Černé září (stálo za Mnichovským masakrem), Revoluční garda Fatahu Abú Nídala, skupina Abu Musy, LFOP a LFOP-HV. Fatah byl zásobován zbraněmi, výbušninami a byl mu poskytován výcvik Sovětským svazem a některými komunistickými východoevropskými státy. Zbraně dodávala Fatahu také Čína.

### Libanon
Přestože zprvu Arafat a členové Fatah váhali, zda se zúčastnit konfliktu, nakonec v libanonské občanské válce hráli významnou roli. Jednotlivé frakce OOP, jako LFOP, DFOP, Palestinská osvobozenecká fronta a Fatah se nakonec přidaly ke komunistickému násirovskému Libanonskému národnímu hnutí (LNH). Přestože původně existovalo spojenectví mezi syrským prezidentem Hafízem Assadem, ten ve strachu o ztrátu vlivu v Libanonu změnil spojence. Následně do Libanonu vyslal syrskou armádu společně se syrsko-palestinskými organizacemi jako Sa'ikou a LFOP-HV, aby se pod vedením Ahmada Džibríla přidala k radikálním pravicovým křesťanským silám v boji proti OOP a LNH. Hlavní složkou křesťanských milicí byli maronitští falangisté věrní prezidentu Camille Chamounovi.

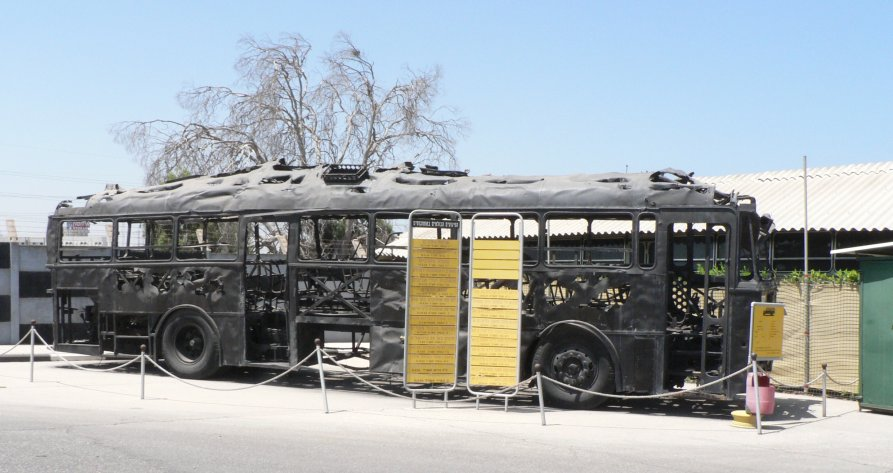
Ohořelé zbytky uneseného autobusu; masakr na pobřežní silnici

V dubnu 1975 zabili Falangisté dvacet šest členů Fatahu cestujících autobusem. V roce 1976 obklíčily křesťanské milice s podporou libanonské armády uprchlický tábor Tel al-Za'atar. OOP a LNH se za to pomstilo útokem na falangistickou pevnost ve městě Damour. Při tomto útoku bylo zabito 350 lidí a mnoho dalších zraněno. Po šesti měsících obležení padl tábor Tel al-Za'atar a při následném masakru bylo zabito několik tisíc palestinských Arabů. Arafat se následně s Abu Džihádem obviňovali, že nezvládli úspěšnou záchrannou operaci.

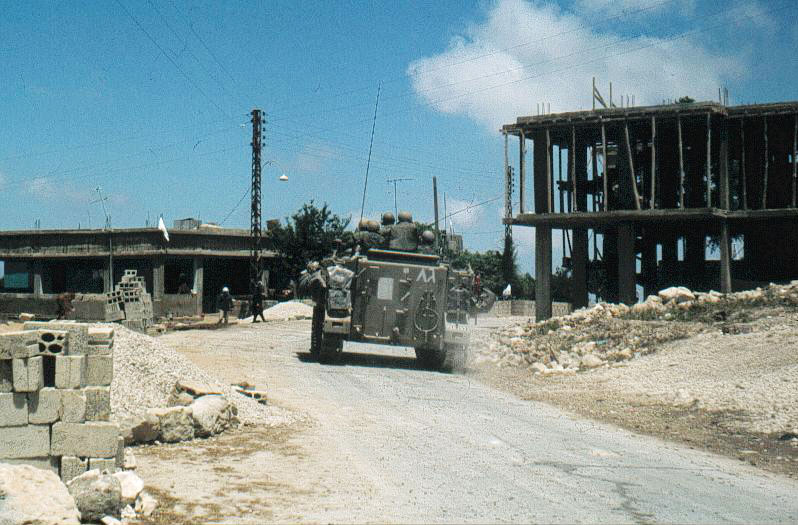
Izraelské jednotky na jihu Libanonu

Ke konci 70. let se vystupňovaly přeshraniční útoky OOP na Izrael. Jeden z největších teroristických útoků, známý jako Masakr na pobřežní silnici, se odehrál 11. března 1978. Skupina asi tuctu příslušníků Fatahu se přepravila na lodi do blízkosti hlavní pobřežní silnice spojující Haifu a Tel Aviv-Jaffu. Tam unesli autobus a povraždili cestující a stříleli na kolem jedoucí vozidla. Při tomto útoku bylo zabito třicet sedm civilistů. V reakci na tento útok zahájily o tři dny později IOS operaci Lítání s cílem převzetí kontroly nad jižním Libanonem až po řeku Lítání. Během operace IOS dosáhla svých cílů a Fatah se stáhl na sever do Bejrútu.
Poté, co se Izrael z Libanonu stáhl, Fatah začal znovu raketami ostřelovat oblast Galileje. To vedlo k první libanonské válce v roce 1982. V krátké době došlo k obklíčení a bombardování Bejrútu IOS. Za cílem ukončení obléhání Bejrútu vyjednaly americká a evropské vlády dohodu zaručující bezpečný odchod Arafata a Fatahu, hlídaný mezinárodními silami, do Tuniska. Navzdory této dohodě však mnoho velitelů a příslušníků Fatahu zůstalo v Libanonu.

### Zřeknutí se terorismu a uznání Izraele
V roce 1993 došlo ke zvratu v izraelsko-palestinských vztazích. Jásir Arafat podepsal Mírové smlouvy z Osla a zřekl se terorismu. Došlo rovněž k vzájemnému uznání Izraele a OOP, načež byl Arafatovi dovolen návrat na palestinská teritoria z exilu v Tunisku.
24. dubna 1996 se na mimořádném zasedání sešla Palestinská národní rada a zabývala se otázkou úpravy Palestinské národní charty, která musela být změněna v souladu s Arafatovými Dopisy o vzájemném uznání. Palestinská národní rada deklarovala svůj záměr anulovat ty články Charty, které volají po likvidaci Izraele. Konkrétně se však rozhodlo pouze o tom, že se celá záležitost svěří zvláštnímu výboru. Zrušení článků Charty, které popíraly právo Izraele na existenci, schválila Palestinská národní rada až 14. 12. 1998 na shromáždění v Gaze při příležitosti návštěvy amerického prezidenta Billa Clintona autonomních palestinských území.

### Prezidentské a legislativní volby
V roce 1996 se konaly první všeobecné volby, kterým dominoval Fatah a Jásir Arafat.
Až do své smrti v roce 2004 byl Arafat předsedou Fatahu a Palestinské národní správy, provizorního tělesa vytvořeného v důsledku dohod z Osla. Po jeho smrti se stal předsedou Fatahu Farúk Kadúmí, který je předsedou dodnes.
Organizace má status pozorovatele v Socialistické internacionále, mezinárodním uskupení levicových politických stran.
Od roku 2000 je Fatah členem Palestinských národních a islamistických sil, seskupení jenž zahrnuje organizace spadající i nespadající pod OOP, včetně teroristických organizací Hamás a Palestinský islámský džihád.
V prezidentských volbách v roce 2005 podpořil Fatah svého vrcholného politika Mahmúda Abbáse. V roce 2005 se konaly komunální volby. Fatah prohrál takřka ve všech volebních obvodech na palestinských územích ve prospěch Hamásu. K právu Izraele na existenci Fatah prohlásil: „Fatah neuznává izraelské právo na existenci, ani jsme nikdy nežádali jiné, aby tak učinili.“ V roce 2006 následovaly druhé parlamentní volby, ve kterých se Fatah umístil na druhém místě za Hamásem.

### Frakce Fatahu
Mezi militantní frakce Fatahu patří Fatah Hawks, Tanzim a Brigády mučedníků Al-Aksá. První zmiňovaná organizace hrála klíčovou roli během první intifády. Fatah hrál důležitou roli prostřednictvím Jásira Arafata a zastřešující OOP ve vyjednávání mírového procesu (Mírová dohoda z Osla), které ukončilo první intifádu. Po podepsání těchto mírových dohod (13. září 1993 ve Washingtonu) bylo křídlo Fatah Hawks rozpuštěno. Již za dva roky však Fatah ustanovil nové militantní jednotky Tanzim. Jednotky Tanzim, neoficiálně označovány jako Arafatova armáda, měly být protiváhou palestinským islamistickým skupinám Hamás a Palestinský islámský džihád a zároveň jako útvar schopný zasahovat proti Izraeli. Na rozdíl od jiných teroristických skupin zasahují jednotky Tanzim pouze na území Palestinské autonomie a odmítají sebevražedné atentáty. Izraelské armádě se podařilo v dubnu 2002 zatknout vůdce Tanzimu Marwana al-Barghoutiho a izraelský soud ho následně odsoudil k několika doživotním trestům. Organizace Brigády mučedníků Al-Aksá byla vytvořena po vypuknutí druhé intifády. Brigády mučedníků Al-Aksá organizovaly a spáchaly velký počet teroristických ozbrojených a sebevražedných útoků proti občanům Izraele. Tato odnož Fatahu je na seznamu teroristických organizací.